# Sweeney's Men
Sweeney's Men was een van de eerste Ierse traditionele folkgroepen. Zij had een grote invloed op het Ierse muziekgebeuren. In 1966 werd de band gestart door Andy Irvine, Johnny Moynihan en Joe Dolan. Na enige singles te hebben geproduceerd verliet Dolan de groep en werd vervangen door Terry Woods. Hun instrumenten bestonden uit: bouzouki, gitaar, banjo, mandoline, tin whistle, harmonica, en concertina. Het meest opmerkelijke instrument hierbij was de bouzouki. In 1968 verliet Irvine de groep en werd vervangen door Henry McCullough. De band stopte in 1969.
Andy Irvine ging daarna bij Planxty en Patrick Street spelen en begon toen een succesvolle solocarrière. Terry Woods ging optreden met Steeleye Span en the Pogues. Het eerste album van de band Sweeney's Men is nu een klassieker.

## Discografie
- Sweeney's Men, 1968
- The Tracks of Sweeney's, 1969
- The Magic of Sweeney's Men, of: Sweeney's Men: Time was Never Here 1968-69.